# Трима крале
„Трима крале“ (на английски: Three Kings) е американски игрален филм, военна черна комедия от 1999 година по сценарий и режисура на Дейвид О. Ръсел, по идея на Джон Ридли. Във филма участват Джордж Клуни, Марк Уолбърг, Айс Кюб и Спайк Джонз като четирима американски войници на златен обир, който се случва по време на въстанията през 1991 г. в Ирак срещу Саддам Хюсеин след края на войната в Персийския залив.
Филмът е пуснат на екран на 1 октомври 1999 г. в САЩ. Получава критично признание и постига успех в боксофиса, като натрупва 107 милиона долара на бюджет от 48 милиона долара.

## Български дублаж
| Преводач            | Елена Владимирова                                                 |
| Тонрежисьор         | Наталия Василева                                                  |
| Режисьор на дублажа | Чавдар Монов                                                      |
| Озвучаващи артисти  | Силвия Лулчева Васил Бинев Илиян Пенев Камен Асенов Христо Узунов |